# Jean-Yves Duclos
Jean-Yves Duclos (pronunciación en francés: /ʒɑ̃ iv dyklo/; n. Quebec, Canadá, 13 de junio de 1965) es un político, economista y profesor canadiense. Actualmente es ministro de Familia, Infancia y Desarrollo Social en el gobierno de Justin Trudeau.

## Biografía
Después de graduarse en secundaria, se licenció en Economía por la Universidad de Alberta.
Luego cursó estudios de grado y de doctorado en la misma materia por la London School of Economics (Reino Unido).
Años más tarde cabe destacar que dirigió el Departamento de Economía de la Universidad Laval, fue presidente de la Asociación Canadiense de Economía y en 2014 fue elegido miembro de la Real Sociedad de Canadá.
También es profesor universitario.
Ejerce su carrera política en el Partido Liberal.
Tras las Elecciones federales de Canadá de 2015 fue elegido miembro de la Cámara de los Comunes, por el distrito electoral de Quebec.
Además, entró en el gabinete federal presidido por el recién elegido primer ministro Justin Trudeau, que le ha nombrado como nuevo ministro de Familia, Infancia y Desarrollo Social.